# Једарни геном
Једарни геном обухвата генетички материјал који се налази у једру ћелије, који је представљен молекулима ДНК и који је у једном хаплоидном хромозомском сету дугачак 3 милијарде базних парова. Овим геномом је обухваћено 99,99% људског генома.